# Montlebon
Montlebon é uma comuna francesa na região administrativa de Borgonha-Franco-Condado, no departamento de Doubs. Estende-se por uma área de 27,27 km². Em 2010 a comuna tinha 2 178 habitantes (densidade: 79,9 hab./km²).